# Schierloh (Glandorf)
Schierloh ist ein Ortsteil der Gemeinde Glandorf im Landkreis Osnabrück in Niedersachsen.
Der Ort liegt südöstlich des Hauptortes Glandorf. Nördlich verläuft die Landesstraße L 94, westlich fließt der Glaner Bach und verläuft die B 475. Südöstlich von Schierloh vereinigt sich der Süßbach mit dem Salzbach zur Bever.

## Geschichte
Am 1. Juli 1972 wurde die Gemeinde Schierloh zusammen mit Averfehrden, Glandorf, Remsede, Schwege, Sudendorf und Westendorf in die Gemeinde Laer (ab dem 1. September 1975 Bad Laer) eingegliedert. Am 1. Mai 1981 wurde die Gemeinde Glandorf ausgegliedert. Mit Ausnahme von Remsede kamen alle damals nach Laer eingemeindeten Orte, somit auch Schierloh, zur Gemeinde Glandorf.